# Дмитрий Язов
Дмѝтрий Тимофѐевич Я̀зов (на руски: Дмѝтрий Тимофѐевич Я̀зов) е съветски военен и политически деец.
Той е последният маршал на Съветския съюз (1990), предпоследният министър на отбраната на СССР (1987 – 1991), член на Държавния комитет за извънредното положение (Государственный комитет по чрезвычайному положению, ГКЧП) и участник в Августовския пуч в Русия от 1991 г. Член на ЦК на КПСС (1987), кандидат-член на Политбюро на ЦК на КПСС (1987 – 1990).

## Биография
Роден е в Оконешниковски район на Омска област на 8 ноември 1923 г.
По време на Великата Отечествена война е ранен, като през годините ѝ е командир на взвод и заместник-командир на рота на Волховския и Ленинградския фронт. След войната Дмитрий Тимофеевич завършва Московското пехотно училище „Върховен съвет на РСФСР“, Военната академия „Фрунзе“ (1956) и Генералщабната академия (1962). Изпратен е в Куба по време на Карибската криза. През 1971 г. завършва Академия по обществени науки на ЦК на КПСС в Москва, и на следващата 1972 г. – Военнополитическата академия при Генералния щаб на Съветската армия „В.И.Ленин“. Язов постепенно се издига във военната йерархия и от 1970-те години командва последователно няколко военни окръга, включително Далекоизточния, където поддържа близки отношения с Юмжагийн Цеденбал и Ким Ир Сен. Началник на Главно управление „Кадри“ в Министерството на отбраната; армейски генерал от 1984 г.
Назначен е неочаквано с указ на Президиума на Върховния съвет на СССР от 30 май 1987 г. за министър на отбраната на страната (след полета на Матиас Руст и оставката на Сергей Соколов). През първите 3 години на тази длъжност Язов остава армейски генерал, което е необичайно (от 1935 г. всички глави на военното ведомство са маршали на Съветския съюз, с изключение на Сталин, който, ставайки народен комисар по отбраната през 1941 г., до 1943] г. не е имал никакви звания). Едва през 1990 г. президентът на СССР Михаил Горбачов присвоява на Язов маршалско звание, което е последното в историята на СССР. Язов също така е и единственият маршал на Съветския съюз, роден в Сибир.
През март 1991 г. Дмитрий Тимофеевич е преназначен на поста министър на отбраната на СССР с указ на президента.
При Язов завършва Афганистанската война. Като консерватор той е доста непопулярен сред кръговете на поддръжниците на перестройката. През 1991 г. се присъединява към подготвянето на Държавния комитет за извънредното положение и от първите дни на създаването му влиза в неговия състав. По време на Августовския пуч по негова заповед в Москва навлизат танкове и друга тежка техника и се обсъжда планът за щурма на Белия дом.
Убедил се в провала на преврата, Язов се отправя във Форос при Горбачов и веднага при завръщането си е арестуван на летището. На 22 август 1991 г. е издаден указ на президента на СССР „За освобождаването на Д. Т. Язов от длъжността министър на отбраната на СССР“.
От затвора Дмитрий Тимофеевич се обръща към президента с послание, в което се разкайва и нарича себе си „стар глупак“. Освободен след разглеждането на делото, през февруари 1994 г. е амнистиран, уволнен в оставка и награден с поименно оръжие. По-късно участва в мероприятия на ветерани, присъства сред почетните гости на парадите на Победата и т.н. Нееднократно излиза със спомени за Държавния комитет за извънредното положение, поддържайки мнението, че заговор не е имало.
След оставката известно време Дмитрий Язов заема длъжностите главен военен съветник в Главното управление за международно военно сътрудничество към Министерството на отбраната на Руската федерация и главен съветник-консултант на началника на Генералщабната академия на въоръжените сили на Русия.
Член е на ръководните органи на редица обществени организации (в това число и на Комитета в памет на маршала на Съветския съюз Георгий Жуков, форума „Обществено признание“ и др.)
Консултант на началника на Военно-мемориалния център на Въоръжените сили на Русия.
Женен (с втори брак). Има 4 деца и 7 внука.
Язов е последният маршал на СССР. Умира на 25 февруари 2020 г.

## Награди
- Почетен Орден (2004 г.[11])
- Два ордена „Ленин“ – 1971 и 1981 г.
- Орден „Октомврийска революция“ – 1991 г.
- Орден „Червено знаме“ – 1963 г.
- Орден „Отечествена война“ – I степен – 1985 г.
- Орден Червена звезда 1945 г.
- Орден „За служба на Родината във Въоръжените сили на СССР“ – III степен
- 19 медала
- 20 награди на други държави, в това число „Орден на Честта“ и орден „Че Гевара“.
- Орден „Св. Димитрий Донски“ – 2-ра степен (от Руската православна църква, 2005 г.[12])

## Съчинения
- Язов Д. Т. Верны Отчизне. Москва. Воениздат. 1988 г.
- Язов Д. Т. Удары судьбы: Воспоминания солдата и маршала. Москва. „Палея“. 1999 г. ISBN 5-86020-256-X
- Язов Д. Т. Карибский кризис: Сорок лет спустя. Москва. „Мегапир“. 2006 г.
- Множество публикации[13]